# Eriocottis maraschensis
Eriocottis maraschensis is een vlinder uit de onderfamilie Eriocottinae van de familie Eriocottidae. De wetenschappelijke naam van de soort is voor het eerst geldig gepubliceerd in 1936 door Hans Rebel.